# No Ordinary Family
No Ordinary Family je americký akční televizní seriál, jehož autory jsou Greg Berlanti a Jon Harmon Feldman. Premiérově byl vysílán na stanici ABC v letech 2010–2011. Celkem vzniklo v jediné řadě 20 dílů. Seriál se zaměřuje na rodinu Powellových, kteří získali při nehodě superschopnosti, s nimiž se následně učí žít a pomáhat.

## Příběh
Běžná americká rodina Powellových žije ve fiktivním kalifornském městě Pacific Bay. Otec Jim je policejní kreslíř, matka Stephanie je vědkyně pracující ve firmě Global Tech, vedené doktorem Kingem. Mají dvě děti, 16letou Daphne a 14letého JJe, kteří navštěvují tutéž střední školu. Při rodinném výletu do Amazonie jejich letadlo havaruje a všichni po návratu domů postupně zjistí, že nějakým neznámým způsobem získali superschopnosti – Jim má obrovskou sílu a je téměř nezranitelný, Stephanie dokáže rychle běhat, Daphne má telepatické schopnosti a JJ získal vylepšenou inteligenci. Společně se s těmito vlastnostmi učí žít, Jim dokonce začne (s pomocí svého kamaráda, návladního George) tajně policii pomáhat v boji se zločinem, což je potřeba zejména v době, kdy se začnou ve městě objevovat další lidé s nejrůznějšími nadlidskými schopnostmi. Vědecky zaměřená Stephanie začne s pomocí své asistentky Katie pátrat po původu těchto vlastností.

## Obsazení
- Michael Chiklis jako James „Jim“ Powell
- Julie Benz jako doktorka Stephanie Powell
- Christina Chang jako detektiv Yvonne Cho (pouze pilot, dál jako host)
- Kay Panabaker jako Daphne Powell
- Jimmy Bennett jako James „JJ“ Powell
- Autumn Reeser jako Katie Andrews
- Tate Donovan jako Mitch McCutcheon (pouze pilot)
- Romany Malco jako George St. Cloud
- Stephen Collins jako doktor Dayton King